# Jiajak Jaqeli
Jiajak Jaqeli (in georgiano ჯიაჯაყ ჯაყელი?; 1283 circa – 1320) è stata un'imperatrice bizantina di origine georgiana, consorte di Alessio II di Trebisonda.

## Famiglia
Jiajak era una figlia di Beka I Jaqeli, atabeg di Samtskhe-Javakheti. I Jaqeli detenevano il feudo georgiano di Eristavi, che voleva dire "governatore di una regione" o un "comandante dell'esercito", grosso modo equivalente allo strategos bizantino e normalmente assimilato al titolo di "duca" negli stati Europei.

## Matrimonio
Il matrimonio di Jiajak con Alessio II si presume che sia avvenuto attorno al 1300. L'imperatore bizantino Andronico II Paleologo era stato il tutore di Alessio, avrebbe voluto che Alessio sposasse una figlia dell'alto funzionario di corte Niceforo Cumno, ma, senza chiedergli il permesso, il giovane sposò invece Jiajak Jaqeli. Andronico si appellò alla Chiesa per annullare il matrimonio, ma il Patriarca si rifiutò di assisterlo, con la motivazione che Jiajak risultava essere già incinta. La madre di Alessio, Eudocia Paleologa, tornata a Trebisonda con il pretesto di indurre il figlio a sciogliere il matrimonio, gli consigliò di tenere la moglie iberica.
Il loro matrimonio durò fino a 20 anni circa, perché Jiajak decedette nel 1320. Alessio morì nel 1330. Il Dictionnaire historique et Généalogique des grandes familles de Grèce, d'Albanie et de Constantinople (1983) di Mihail-Dimitri Sturdza la considera solo la prima di due mogli. La seconda è Jigda, l'unica figlia di Demetrio II di Georgia e della sua seconda moglie Solgar, una principessa mongola. Demetrio II era poligamo e aveva tre mogli conosciute contemporaneamente. Mentre una figlia è riportata nelle "Cronache georgiane", la Cronaca non menziona il suo matrimonio. Tuttavia opere più antiche come Europäische Stammtafeln: Stammtafeln zur Geschichte der Europäischen Staaten (1978) di Detlev Schwennicke non menzionano alcun secondo matrimonio per Alessio II. Di conseguenza, la teoria di Sturdza non è universalmente accettata.

## Discendenza
Jiajak e Alessio ebbero almeno sei figli:
1. Andronico III, imperatore di Trebisonda 1330-1332.
2. Basilio, imperatore di Trebisonda 1332-1340.
3. Michele Anachoutlous, ucciso da suo fratello Andronico III nel 1330.
4. Giorgio Achpougas, ucciso da suo fratello Andronico III nel 1330.
5. Anna Anachoutlou, suora, divenuta imperatrice di Trebisonda 1341-1342.
6. Eudocia, potrebbe aver sposato Adil beg ibn Yakub Kandaride.